# Wilhelm Ludovic, Conte de Nassau-Dillenburg
Wilhelm Ludovic de Nassau-Dillenburg (în neerlandeză Willem Lodewijk; în Format:Fry; n. 13 martie 1560, Dillenburg, Ducatul Nassau, Germania – d. 31 mai 1620, Leeuwarden, Seignory of Friesland⁠(d), Provinciile Unite) a fost conte de Nassau-Dillenburg din 1606 până în 1620 și statthalter de Frizia, Groningen și Drenthe.

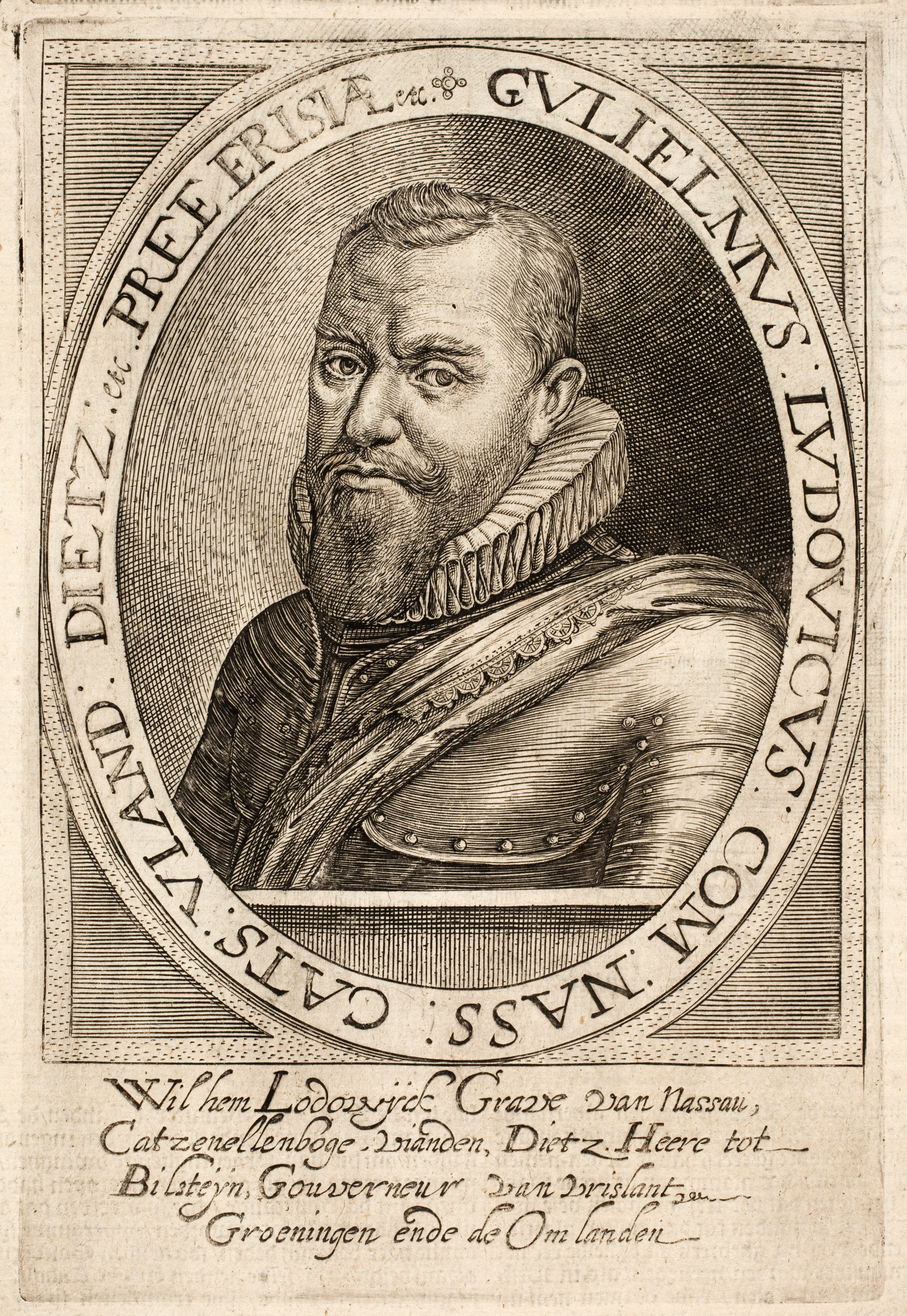
Gravură a lui Wilhelm Ludovic

## Viața
Wilhelm Ludovic a fost fiul cel mare al lui Ioan al VI-lea, Conte de Nassau-Dillenburg, și al primei sale soții, Elisabeta de Leuchtenberg.
El a servit ca ofițer de cavalerie sub comanda lui Wilhelm de Orania. Împreună cu vărul său (și cumnatul) Maurice de Nassau, Prinț de Orania, a comandat Armata Țărilor de Jos și a contribuit la plănuirea strategiei militare a Provinciilor Unite împotriva Spaniei din 1588 până în 1609.
Wilhelm Ludovic a jucat un rol important în Revoluția Militară din secolele XVI-XVII. Într-o scrisoare din 8 decembrie 1594 către vărul lui, Maurice de Nassau, Prinț de Orania, el a stabilit (prin lecturarea scrierii lui Aelianus Tacticus) un raționament militar bazat pe utilizarea flancurilor de către soldații Romei Imperiale, așa cum este prezentată în Tactica lui Aelian. Scriitorul militar roman discuta folosirea contramarșului în contextul folosirii sabiei romane gladius și a suliței pilium. Wilhelm Ludovic și-a dat seama că aceeași tehnică ar putea funcționa și în cazul folosirii armelor de foc.
Pe 25 noiembrie 1587, s-a căsătorit cu verișoara lui, Anna de Nassau, fiica lui Wilhelm de Orania și al Annei de Saxonia, și sora mai mare a lui Maurice de Nassau. Anna a murit aproape șase luni mai târziu, pe 13 iunie 1588, și Wilhelm Ludovic nu s-a recăsătorit.
El a fost poreclit „Us-Heit” („tatăl nostru” în frizona occidentală). A murit în casa lui, Stadhouderlijk hof, din Leeuwarden, orașul care l-a onorat cu o statuie în piața centrală. Trupul său a fost înmormântat în Jacobijnerkerk.